# Bystřice
Bystřice este o arie protejată (arie specială de conservare — SAC, sit de importanță comunitară — SCI) din Republica Cehă întinsă pe o suprafață de 27,83 ha, integral pe uscat.

## Localizare
Centrul sitului Bystřice este situat la coordonatele 50°17′03″N 15°40′52″E / 50.284167°N 15.681111°E.

## Înființare
Situl Bystřice a fost declarat sit de importanță comunitară în aprilie 2005 pentru a proteja 1 specie de animale. Situl a fost protejat și ca arie specială de conservare în noiembrie 2012.

## Biodiversitate
Situată în ecoregiunea continentală, aria protejată nu include niciun habitat protejat.
La baza desemnării sitului se află o specie protejată de  nevertebrate: Unio crassus.